# Stenoxia rubecula
Stenoxia rubecula är en fjärilsart som beskrevs av Felder 1874. Stenoxia rubecula ingår i släktet Stenoxia och familjen nattflyn. Inga underarter finns listade i Catalogue of Life.